# 13-я флотилия кригсмарине
13-я флотилия подводных лодок кригсмарине — подразделение военно-морского флота нацистской Германии.

## История
Тринадцатая флотилия подводных лодок кригсмарине была введена в строй в июне 1943 года с базой в Тронхейме, к северу от 11-я флотилия подводных лодок кригсмарине. Отдельные лодки 13-й флотилии базировались в Нарвике и Хаммерфесте. Бессменным командиром флотилии стал корветтен-капитан Рольф Рюггеберг. Кроме основной задачи, атаки на конвои в СССР, лодки 13-й флотилии осуществляли метеорологическую деятельность и операции по дозаправке гидросамолётов-разведчиков Bv-138.
В 1944 году флотилия испытала приток лодок из Франции, что привело к реорганизации подразделения путём создания из базировавшихся на Нарвик лодок 14-й флотилии. 13-я флотилия была расформирована в мае 1945 года после капитуляции Германии.

## Состав
В разные годы через 13-ю флотилию прошли 55 лодок:
| Тип     | Количество |
| ------- | ---------- |
| VIIC    | 47         |
| VIIC/41 | 8          |